# Ernst Rülke (Bildhauer)
Ernst Rülke (* 15. November 1896 in Leipzig; † 9. Februar 1964 in Bonn) war ein deutscher Holzbildhauer und Kunstpädagoge.

## Leben
Rülke wurde im Jahr 1935 als Fachlehrer für Bildhauerei an die Holzschnitzschule Bad Warmbrunn berufen. Er war der letzte Direktor der Schule vom 1. April 1944 bis zu deren Auflösung am 1. März 1946.
Nach seiner Flucht zum Ende des Zweiten Weltkriegs kam Rülke nach Stuttgart. Dort unterrichtete er zunächst als Privatlehrer und bildete einen Kreis von Bildhauern um sich („Bildhauerkreis Ernst Rülke“). Bald wurde er Professor an der „Meisterschule für Holzbildhauer“ in Stuttgart und setzte dort die Tradition der schlesischen Holzschnitzschule Bad Warmbrunn fort. Zu seinen Schülern gehörten unter anderen Elsbeth Siebenbürger, Helmut Langhammer, Werner Striese und Astrid Haueisen-Oelssner.
Als der schlesische Dichter Gerhart Hauptmann im Jahr 1946 gestorben war, nahm Rülke ihm die Totenmaske ab, die noch heute im „Gerhart-Hauptmann-Haus“ in Kloster auf Hiddensee zu besichtigen ist. Rülke schuf auch die Bronzegussmedaille von 1946 „Gerhart Hauptmann auf dem Totenbett“ (Auflage: 8 Stück). Die Rückseite zeigt einen mächtigen Eichenbaum und die Jahreszahlen: 1862 = 1946.